# The Legend of Zelda: Twilight Princess
The Legend of Zelda: Twilight Princess (яп. ゼルダ の 伝説 トワイライトプリンセス, Дзеруда но Денсецу Товайрайто Пурінсесу) — відеогра з серії The Legend of Zelda. Спочатку запланована на листопад 2005 року для GameCube, гра була відкладена для того щоб розробники збалансували гру і створили варіант для Wii.
Версія для Wii вийшла одночасно з виходом на ринок нової консолі — 19 листопада 2006 року в США, 2 грудня, 2006 року]] в Японії, 7 грудня 2006 року в Австралії і 8 грудня 2006 року в Євросоюзі. Версія для GameCube побачила світ 11 грудня. Як і було обіцяно, в Японії версія для GameCube продається тільки через інтернет.
На конференції E3 в 2006 році президент Nintendo of America назвав Twilight Princess найкращою грою з серії Zelda. У січні 2007 року читачі популярного ігрового сайту Gamespot.com [Архівовано 5 листопада 1996 у Wayback Machine.] удостоїли Wii-версію The Legend of Zelda: Twilight Princess звання «найкращої гри для платформи Nintendo Wii» і «найкращої гри в жанрі Action Adventure». У лютому 2007 року Академія Інтерактивних наук і мистецтв [Архівовано 5 грудня 2020 у Wayback Machine.] офіційно присудила грі The Legend of Zelda: Twilight Princess головний приз у номінації «Видатне досягнення у розробці сюжету і характерів». Крім того, гра була номінована на здобуття престижного призу в ігровій індустрії Game Developers Choice Awards [Архівовано 28 лютого 2019 у Wayback Machine.] як найкраща відеоігри року.
У січні 2007 року було офіційно заявлено, що продажі The Legend of Zelda: Twilight Princess перевалили за позначку 1 мільйон екземплярів.
За інформацією від Nintendo of America [Архівовано 25 лютого 2011 у Wayback Machine.] Twilight Princess також є першою грою з серії Zelda, якої ESRB виставила рейтинг Teen за анімоване насильство і кров, всі попередні ігри в серії мали рейтинг Everyone.